# L'Histoire d'un Pierrot
L'Histoire d'un Pierrot è un film muto prodotto nel 1914 dalla romana "Italica Ars", realizzato negli stabilimenti romani della "Celio Film" - una consociata della "Cines" - e diretto dal regista Baldassarre Negroni.

## Trama
Pierrot ama la sartina Louisette ma per timidezza non osa rivelarle i suoi sentimenti. Intanto lei è insidiata da Julot, ma ne respinge la corte.  Incoraggiato dall'amico Pochinet, Pierrot infine prende coraggio e si dichiara. Louisette accetta di diventare sua moglie e poco tempo dopo i due aspettano un figlio. Ma Julot non si è rassegnato alla sconfitta e, approfittando della debolezza di Pierrot, lo induce sulla cattiva strada. Egli cade così nel vizio del gioco e del bere; poi inizia un'avventura con Fifine, conosciuta durante un ballo, e con lei fugge dopo aver rubato i soldi che Louisette aveva faticosamente risparmiato in vista della nascita del bambino.
Passano sei anni: Pierrot, rovinato ed in miseria, è tornato nella sua città, dove ora si trova ridotto a chiedere la carità per strada, ma tutti lo evitano. Solo Pochinet, che adesso gestisce un'osteria, gli è ancora amico e si adopera affinché egli possa ritornare con la moglie e rivedere il figlio che non ha mai conosciuto. Ma Louisette, che ha dovuto crescere da sola il bambino con difficoltà, non vuole più saperne di lui. Pochinet insiste e si rivolge al bambino spiegandogli chi è Pierrot. Sarà il bimbo a condurre per mano il pentito Pierrot sino a Louisette, che a quel punto lo perdonerà e lo accoglierà di nuovo in casa.

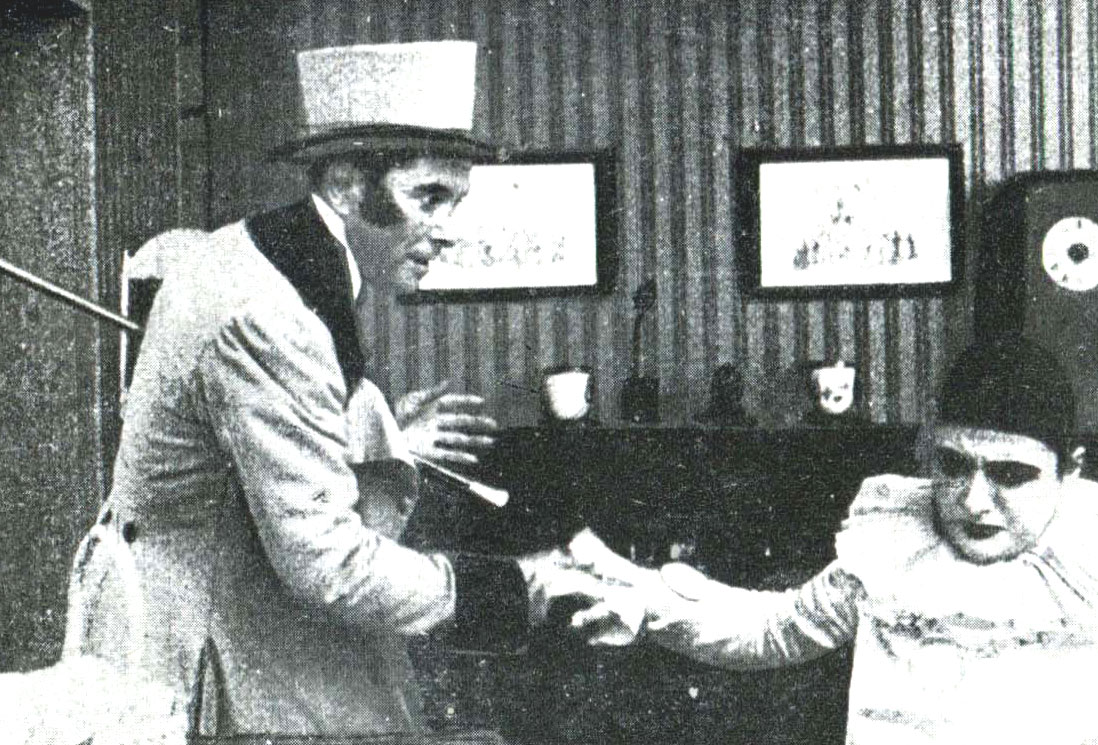
Amedeo Ciaffi e Francesca Bertini con il costume di Pierrot in una inquadratura del film di Negroni

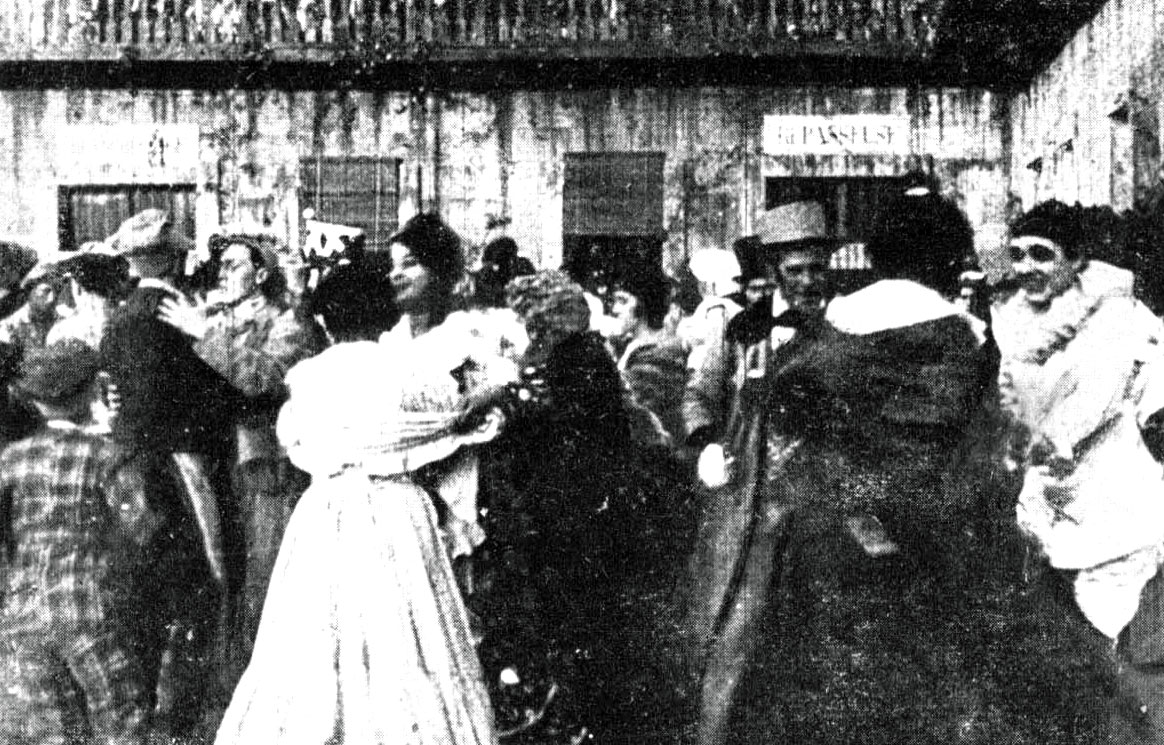
Scena della festa danzante

## Produzione
L'Histoire d'un Pierrot, titolo francese di un film tutto italiano, è tratto da una pantomima di Fernand Beissier, che era stata musicata da Mario Costa, che l'aveva rappresentata per la prima volta il 2 gennaio 1893. Si trattò di «uno dei primissimi tentativi di sonoro ai tempi del muto» in quanto il film veniva distribuito con uno spartito per pianoforte nel quale era indicato un sincronismo tra azione sullo schermo ed accompagnamento musicale. Per la sua realizzazione si costituì appositamente la Italica Ars che ne affidò la produzione alla Celio Film, società romana fondata nel 1912 da Negroni con altri soci, che ne curò anche la distribuzione. L'anno di produzione è il 1914 quando la Celio era già stata rilevata dalla Cines, diventandone una filiale. A causa di divergenze sorte in seno alla "Italica Ars"  subito dopo la conclusione del film, la Histoire restò l'unico prodotto dell'azienda.
Il film venne presentato a Roma in una "prima" svoltasi al teatro "Apollo" il 12 marzo 1914 con cui tale impianto diventò stabilmente una sala cinematografica. Successivamente fu distribuita a Milano, a Torino (21 marzo) ed in altre città, diventando una delle pellicole di maggior successo dell'anno 1914, anche se poi scomparve dalla circolazione quasi immediatamente dopo le prime visioni. Per lungo tempo il film fu ritenuto perduto, ma dopo decenni di oblio e di irreperibilità, una copia fu ritrovata e messa a disposizione da Goffredo Lombardo, proprietario della società produttrice "Titanus" e figlio di Leda Gys, una delle attrici che avevano interpretato il film. Una seconda copia è conservata presso la Library of Congress a Washington
L'Histoire d'un Pierrot rientrava nella prolifica serie di film dedicata alla "maschera".  A partire dal 1906, infatti, diverse case produttrici avevano realizzato pellicole con quel personaggio: due volte la "Cines" nel 1906 e nel 1908 (anno in cui anche la "Ambrosio" aveva prodotto un Buonasera Pierrot) , la "Pineschi" nel 1907, e la "Vesuvio" nel 1909 con un Cuore di Pierrot». Negli anni successivi altre due attrici, porteranno sugli schermi la figura della maschera triste in una specie di confronto a distanza tra "dive": nel 1915 Stacia Napierkowska durante il suo soggiorno italiano, ma il confronto sarà a favore della Bertini; nel 1917 sarà Diana Karenne ad interpretare un Pierrot, di cui fu anche produttrice e regista, ma anche in questo caso senza prevalere nel raffronto.

## Accoglienza
Giudizi contemporanei. Dagli articoli del tempo oggi disponibili si può constatare che i giudizi furono in prevalenza tiepidi. Infatti sul Maggese cinematografico in un articolo di Enrico Bernsten pubblicato il 25 marzo 1914, pur descrivendo un «felicissimo esordio della nuova stagione cinematografica del teatro« . venne osservato che «L'Histoire si regge principalmente per merito dei motivi melodici, ma a parer mio finisce per generare stanchezza per una certa monotonia d'ambiente». Relativamente alla prima torinese, avvenuta al teatro Alfieri, che era stato appena acquistato e restaurato dalla "Cines"), fu invece positivo il commento di un altro periodico secondo il quale «la film si annunzia meravigliosa sin dai primi quadri in cui v'è un'armonia di luci e una grazia d'azione ch'è un incanto».

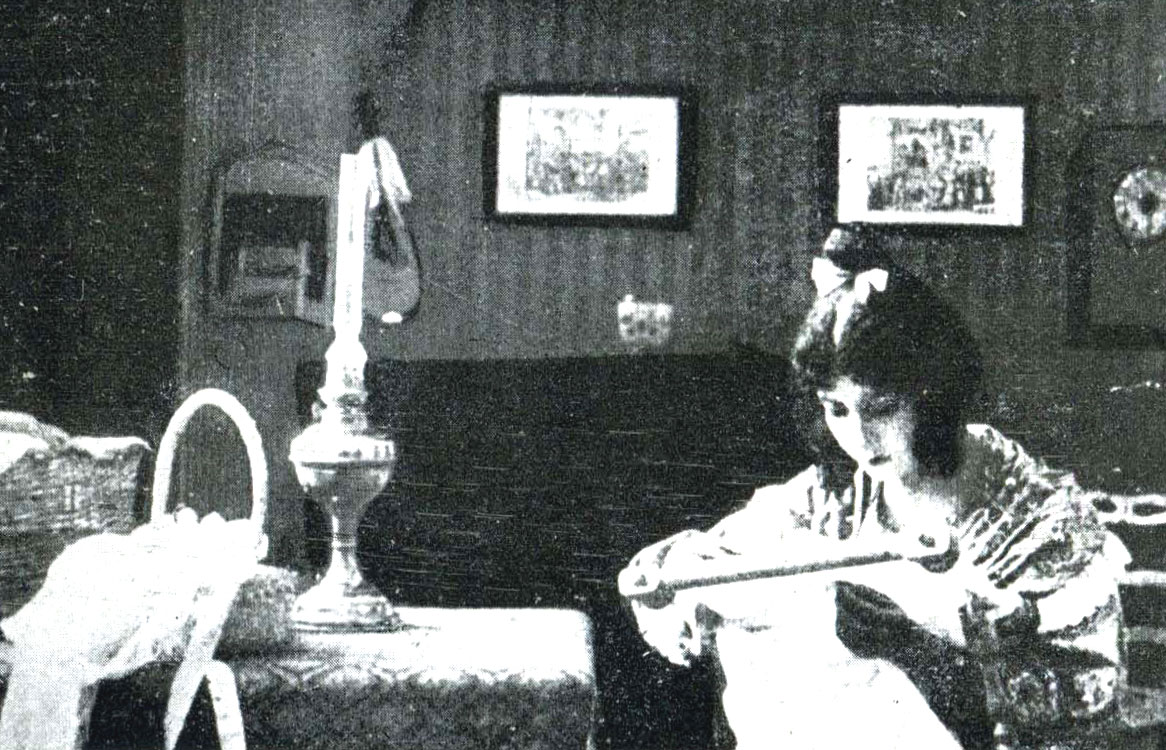
Leda Gys interpreta Louisette

In un altro giudizio poco convinto si scrisse di «successo legato strettamente all'abilità musicale di Mario Costa, perché anche se nel film la forma è corretta, i quadri non peccano di soverchia originalità: il conte Negroni e Ricci non hanno fatto troppi sforzi di fantasia».
Commenti retrospettivi. Rievocandolo con una analisi retrospettiva circa 25 anni dopo, Umberto Barbaro ha definito L'Histoire d'un Pierrot «un film che, senza essere un'opera d'arte, documenta inoppugnabilmente non solo la maturità tecnica, ma anche l'aspirazione alla qualità, l'intelligenza, la tenacia e lo spirito di collaborazione che animò i primi artefici del cinema in Italia». Invece Brunetta considera il film come il prodotto di una «visione non cinematografica, con un punto di vista statico e frontale che non muta né angolatura, né posizione e non si produce in alcun movimento».
Ancora più recentemente, Camerini sottolinea come «l'eccezionalità della Histoire va rintracciata nell'insolita prova di un'attrice, Francesca Bertini, che accetta di rendersi irriconoscibile sotto il costume ed il trucco, alterando le fattezze ed il portamento che ne avevano accompagnato e sostenuto il successo divistico.»